# کارینا بار
کارینا بار (آلمانی: Carina Bär؛ زادهٔ ۲۳ ژانویهٔ ۱۹۹۰) قایقران روئینگ اهل آلمان است.
وی در مسابقات کشوری و بین‌المللی در مجموع برندهٔ ۶ مدال طلا، ۳ مدال نقره، ۱ مدال برنز شده‌است.